# China Petrochemical Corporation
China Petrochemical Corporation (中国石油化工集团公司) o Sinopec Group, es la empresa de petroquímica y refinación de petróleo más grande de Asia, controlada por el Consejo de Estado de la República Popular China. Tiene su sede en Pekín.
Su subsidiaria, China Petroleum and Chemical Corporation, comúnmente conocida como Sinopec, cotiza en la Bolsa de Hong Kong y en la Bolsa de Shanghái.
Grupo Sinopec ocupó el primer lugar en las Principales 500 empresas de China en 2007, con ingresos anuales de más de un billón de yuanes chinos.